# Жорж Авенель
Жорж Авенель (фр. Georges Avenel; 31 грудня 1828 Шомонт-ан-Вексен — 1 липня 1876, Буживаль) — французький публіцист і історик; присвятив більшу частину свого життя вивченню Французької революції.
Молодший брат письменника Поля Авенеля (Paul Avenel; 1823—1902).

## Творчість
У 1865 році вийшов перший великий його твір «Анахарсіс Клоотс, оратор роду людського» (Anacharsis Cloots, l'orateur du genre humain), де вперше були представлені в правдивому світлі характер і роль цього діяча великої революції. Завдяки глибокій ерудиції і яскравості викладу Авенелю вдалося відтворити з надзвичайною життєвістю і масою деталей цілий ряд моментів цієї епохи.
Як один з головних редакторів газети «République Française», він помістив там серію своїх подальших розвідок на ту ж тему (1871—1874), виданих ним в 1875 році окремою книгою «Революційні понеділки» (Lundis révolutionnaires). Цей твір чимало сприяв усуненню багатьох хибних думок про французьку революцію, що склалися на підставі поверхневого вивчення і недостатньої перевірки історичного матеріалу. Один з етюдів, які увійшли до складу цього твору, «Справжня Марі-Антуанетта, розказана нею самою» (La vraie Marie-Antoinette, décrite par elle-même), вийшов також окремим виданням (1876).
Ним же було підготовлено видання повного зібрання творів Вольтера, відоме під назвою «Edition du siècle», в якому була ретельно перевірена і поповнена велика кореспонденція Вольтера.
Авенель помер, не встигнувши закінчити другу серію своїх «Понеділків», над якою він тоді працював і де було відведено чільне місце характеристиці одного з діячів революції — Жан-Ніколя Паша.